# Agy
Agy (a.ʒiⓘ) es una población y comuna francesa, en la región de Baja Normandía, departamento de Calvados, en el distrito de Bayeux y canton de Bayeux.

## Demografía
| 162 | 183 | 135 | 267 | 280 | 280 |
| Para los censos de 1962 a 1999 la población legal corresponde a la población sin duplicidades (Fuente: INSEE [Consultar]) |     |     |     |     |     |